# B̧
Cette page contient des caractères spéciaux ou non latins. S’ils s’affichent mal (▯, ?, etc.), consultez la page d’aide Unicode.
B̧ (minuscule : b̧), appelé B cédille, est une lettre additionnelle utilisée dans l’écriture du nénètse dans les années 1930.
Elle est formée d'un B diacrité par une cédille.

## Utilisation
Le B cédille ‹ b̧ › (avec la forme minuscule ‹ в̧ › similaire à la lettre cyrillique vé ‹ в ›) a été utilisé dans l’orthographe nenets utilisant l’Alphabet nordique unifié dans les années 1930.
Le B virgule souscrite est utilisé en lutsi dans l’orthographe proposée par Uldis Balodis. Les caractères g, k, l, n avec virgule souscrite de cette langue étant représentés avec les caractères ‹ ģ, ķ, ļ, ņ › composés avec la cédille, c’est-à-dire une cédille ayant la forme de virgule, le B virgule souscrite peut en théorie être représenter par le caractère ‹ b̧ › composé avec la cédille.

## Représentations informatiques
Le B cédille peut être représenté avec les caractères Unicode suivants :
- décomposé et normalisé (latin de base, diacritiques) :

| formes    | représentations | chaînes de caractères | points de code | descriptions                                  |
| --------- | --------------- | --------------------- | -------------- | --------------------------------------------- |
| capitale  | B̧               | B◌̧                    | U+0042 U+0327  | lettre majuscule latine b diacritique cédille |
| minuscule | b̧               | b◌̧                    | U+0062 U+0327  | lettre minuscule latine b diacritique cédille |

## Sources
- (en) Marina Lyublinskaya, « A Nenets vocabulary from the archive of Vladimir Evladov in Salekhard », ESUKA – JEFUL, vol. 11, no 2,‎ 2020, p. 191-247 (DOI 10.12697/jeful.2020.11.2.08)